# Argidia tomyris
Argidia tomyris là một loài bướm đêm trong họ Noctuidae.